# 이사벨 1세 (카스티야)
이사벨 1세 데 카스티야이아라곤(스페인어: Isabel I de Castilla y Aragón, 아라곤어: Isabel I de Castiella y Aragón, 카탈루냐어: Isabel I de Castella i Aragó eta Aragoikoa, 1451년 4월 22일 ~ 1504년 11월 26일)는 트라스타마라 왕가 출신의 카스티야 여왕(재위: 1474년 - 1504년)이다. 별명은 가톨릭 여왕이다. 남편 페르난도 2세와 더불어 부부 군주, 가톨릭 군주로 불린다. 레온과 카스티야의 상속녀였던 이사벨은 아라곤의 페르난도 2세와 결혼하여 공동 군주가 되었고 이를 통하여 스페인(에스파냐) 통일의 기초를 만들었다.
1492년 그라나다를 점령함으로 레콩키스타를 완성하였다. 지난 800년간의 북아프리카의 이민족이자 이교도에 의한 이베리아반도의 지배를 종식시키고 이슬람 세력을 완전히 몰아내는 대단한 업적을 이루어 냈다. 콜럼버스의 신항로 개척을 지원하여 신대륙의 존재를 유럽에 알렸으며 이를 통하여 스페인의 해외영토 개척의 기초와 16세기의 번영의 토대를 마련하였다.

## 어린 시절

### 출생
이사벨 1세는 1451년 4월 22일 카스티야 연합왕국의 카스티야 마드리갈 데 라스 알타스 토레스, 아빌라에서 카스티야의 후안 2세와 그의 두 번째 아내인 이사벨 데 포르투갈 사이에 장녀로 태어났다. 그녀의 어머니는 포르투갈의 국왕 주앙 1세(1357~1433)의 손녀였다. ‘이사벨’이라는 이름은 어머니에서 딸에게로 계승되어 온 이름이며, 이사벨 1세는 7대째였다. 이사벨 1세는 부계로는 카롤링거 왕조의 먼 외후손인데 이탈리아의 군주 베렝가리오 1세의 20대 외손녀이자, 그의 외손자 베렝가리오 2세의 직계 18대 손이 된다.
베렝가리오 2세의 아들 아달베르토 2세의 미망인 게르베르가(Gerberge de Chalon)가 앙리 1세 드 부르고뉴 공작와 재혼하여 본남편의 아들 오토굴리엘무스에게 부르고뉴 동쪽 땅 일부를 분할하여 부르군트 백작에 봉했다. 오토 윌리엄의 아들들 중 레몽은 레온과 카스티야의 통치자였던 히메네스가의 우라카 여왕과 결혼하여 얻은 알폰소 7세에게 레온과 카스티야의 왕위를 넘겨주었는데, 이사벨의 15대조 알폰소 7세부터 아들로 전해지면서 이사벨 1세의 아버지 카스티야의 후안 2세까지 14대를 아들로 이어졌다.
이사벨의 고조부 카스티야의 엔리케 2세는 원래 트라스타마라 백작으로, 카스티야의 알폰소 11세의 정부 레오노르 데 구스만이 낳은 14번째 서자였다. 그러나 알폰소 11세의 적자이자 이복 형 페드로를 쿠데타로 축출하고 카스티야 연합왕국의 왕이 되었다. 고조부 엔리케 2세가 후궁의 아들이자 트라스타마라 공작을 지냈기에 이사벨의 집안은 보르고냐가라 하지 않고 고조부의 작위에서 이름을 따서 트라스타마라가라 부른다.

### 정변

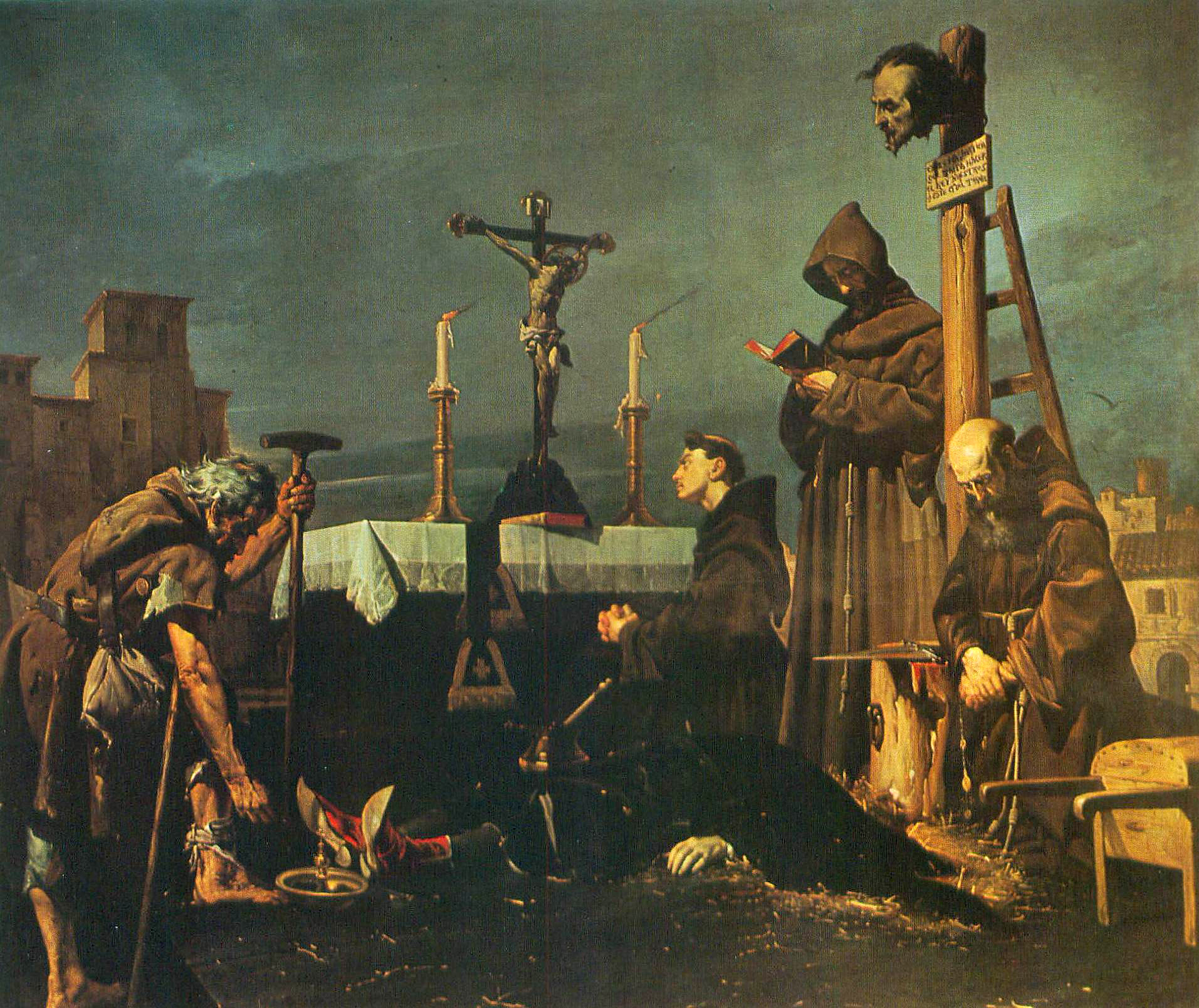
재상 루나의 최후 (1453년)

이사벨이 태어난 1451년 당시 카스티야 왕국은 재상 루나(Luna)가 국왕의 총신으로서 권력을 남용하여 부정부패가 만연하고 혼란스러운 시대였다. 아버지 국왕 후안 2세는 정치에 관심이 없었을뿐만 아니라 무능하였고 지나칠정도로 루나를 신임하여 모든것을 맡겨버렸기 때문에 꼭두각시나 마찬가지였다. 재상 루나(1390~1453)는 젊은 시절부터 후안 2세(재위 1406~1454)를 대신하여 실권을 행사해왔는데 힘이 비대해지자 점차 안하무인의 지경에 이르렀다.
이사벨의 생모가 1447년 후안 2세와 혼인하였는데, 재상 루나는 왕비를 자신의 통제하에 두려고 하였다. 심지어 국왕부부의 결혼생활마저 간섭하였다. 왕비는 루나를 제거하여 추락한 왕권을 바로잡기 위해 전처의 아들 엔리케 왕자(이사벨의 이복오빠)와 협력하여 1453년 정변을 일으켰다. 먼저 재상 루나를 잡아 참수시키고 그의 측근들을 숙청하였다. 같은해 알폰소 왕자가 태어났지만 부왕 후안 2세는 총신 루나의 죽음을 슬퍼하며 건강이 나빠지더니 이듬해 1454년 7월에 사망하고 말았다.

### 유배

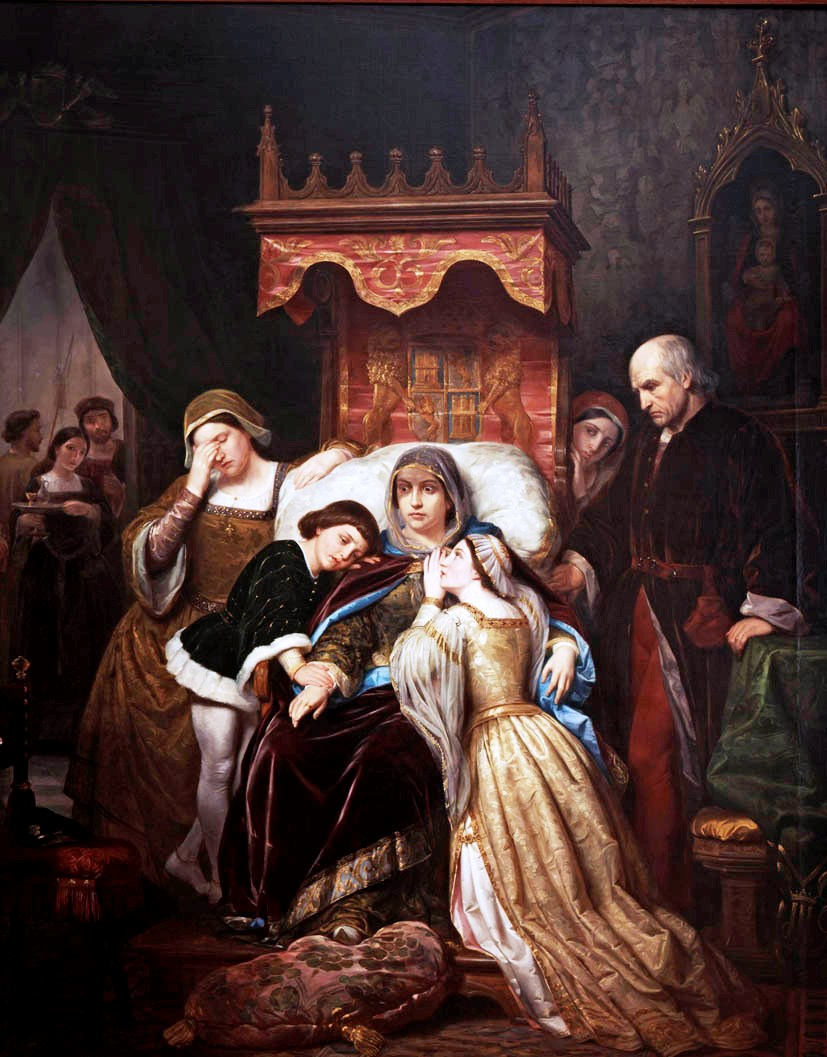
어린 이사벨 1세와 그 가족

이사벨의 이복오빠가 엔리케 4세(재위 1454~1474)로 즉위한후 이사벨은 어머니 그리고 남동생 알폰소와 함께 궁정에서 추방당한다. 엔리케 4세는 이복동생들을 자신의 왕위를 위협하는 잠재적인 정적으로 간주했다. 지난 1453년 정변때 보여준 계모 이사벨의 능력으로 비추어볼때 언제가는 자신의 왕위를 빼앗아 남동생 알폰소에게 물려줄지도 모른다는 불안감이 생겼기 때문이다. 계모 이사벨은 간신 루나 재상을 제거한 이후 백성들의 사랑을 받고 있었기에 이런 불안은 무리가 아니었다. 아레발로(Arévalo)라는 소도시로 추방당한후 왕의 감시속에 매우 궁핍하게 생활하였다.
어머니 이사벨은 충격으로 인해 정신질환을 앓게 되었다. 남편 후안 2세가 사망하여 26살의 젊은 나이에 미망인이 되었는데, 한때는 정치적 동맹관계로 정변을 도모했었던 자식(국왕 엔리케 4세)이 배신하여 궁궐에서 추방당하자 충격을 받았던 것이다. 어머니 이사벨은 남동생 아폰수를 출산 후 우울증을 앓고 있었는데 배신의 충격으로 인해 그 증상이 점차 심해졌다. 끝내는 실성을 하는등 결국 정상적인 생활이 불가능한 지경에 이르렀다.
계모가 정신병에 걸린것이 분명해지자 정치적인 불안감이 사라진 엔리케 4세는 이복동생 이사벨과 알폰소를 돌보기 시작했다. 살라망카 대학교의 유명 교수 안나를 아레발로(Arévalo)로 보내 이사벨이 공부할 수 있게 하였다. 이사벨에게 이런 기회를 제공한 이유는, 왕가의 공주는 정략결혼을 통하여 국제 외교무대에서 활용가치가 매우 큰 존재였기 때문이다. 1462년, 이사벨이 11살 되던해에 엔리케 4세는 이사벨과 알폰소를 세고비아 궁궐로 소환하여 그곳에서 생활하도록 한후 직접 감시하였다.

### 내전
엔리케 4세의 통치는 전임 후안 2세와 동일하게 무능하여 카스티야의 사정은 악화되었다. 총신 후안 파체코(1419~1474)의 실정은 후안 2세 때의 재상 루나(1390~1453)와 다를게 없었다. 이런 가운데 1462년에 왕비에게서 딸 후아나가 태어났다. 하지만 아버지가 누구인가 하는 의혹이 제기되었다. 친부는 국왕이 아닌 왕비와 친했던 벨트란 데 라 쿠에바 남작(1443~1492)이라는 흉흉한 소문까지 나돌았다. 사람들은 후아나를 '벨트란의 아이'라는 의미의 '벨트라네자(Beltrannja)'라고 부르곤 했다.
귀족들은 이사벨의 이복 오빠인 엔리케가 정신질환이 있는 점과 성불구자라는 점을 이유로 딸 후아나의 왕위계승권을 부인했다. 또한 알폰소 왕자를 왕위계승자로 추대하려 하였다. 분위기가 심상치 않게 흐르자 엔리케 4세는 이복동생 이사벨과 알폰소를 다시 궁궐 밖 변방(邊方)으로 추방하였다. 이런 조치는 이복동생들이 어린 후아나에게 위해를 가할 수 없도록 예방하기 위한 목적도 있었다.

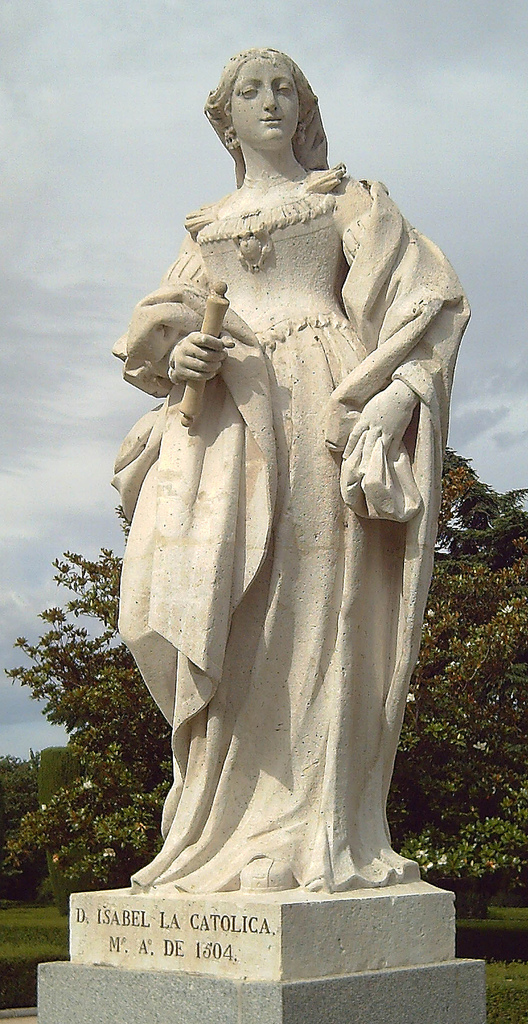
이사벨 1세의 석상

1464년, 귀족들은 이사벨의 남동생인 알폰소를 왕으로 옹립한 후 반란을 일으켰다. 무능한 엔리케 4세를 퇴위시키고 지저분한 왕실을 갈아치우고자한 것이다. 전임 후안 2세(1405~1454)와 그의 아들인 현 국왕 엔리케 4세(재위 1454~1474)로 이어진 50년이 넘는 무능한 통치가 귀족들과 백성들에게는 지긋지긋하였다. 내전은 4년간 이어지다가 1468년에 알폰소 왕자가 갑자기 죽음으로써 종지부를 맞는다.
알폰소의 지지자들(반 국왕파)은 이사벨을 국왕으로 추대하며 반란군의 구심점이 되어달라고 요구했지만, 이사벨은 “오라버니가 살아있는 동안에는 왕의 자리에 오르지 않겠다.”라는 식으로, 이복오빠의 친딸인지 불분명한 후아나보다는 자신이 왕위를 계승하기에 더 합당하다는 것을 은연중에 나타내보이는 식으로 거부를 했다. 이사벨은 내전을 종식시키기 위해 엔리케 4세를 만나 협상을 시작했다. 1468년 9월 19일 토로스 데 귀산도(Toros de Guisando) 협정을 맺고 후아나 대신에 이사벨이 차기 왕위계승자로 인정받았으며, 또한 이사벨은 원하지 않는 결혼을 거부할 수 있으며 엔리케 4세가 동의하지 않는 결혼은 하지 않는다는 조항등이 포함되었다.

### 결혼
엔리케 4세는 이사벨을 포르투갈의 아폰수 5세와 혼인시키고자 하였다. 양국간에 진행된 혼인 협상에는 엔리케 4세의 딸 조안나와 아폰수 5세의 아들 주앙 왕자(훗날 주앙 2세)가 결혼한다는 조건이 포함되어 있었다. 또한 아폰수 5세의 사후에 주앙 왕자와 조안나가 포르투갈과 카스티야를 상속받기로 되어 있었다. 이사벨은 토로스 데 귀산도 협정에 명시된 자신의 권리를 행사하여 즉시 거부하였다
포르투갈의 아폰수 5세(1432~1481)는 너무 나이가 많았으며, 만일 혼인할 경우에 자신은 단순히 권력자의 배우자로서 삶만 존재할 뿐 아무런 정치적인 권력을 행사할 수 없게 될 것이기에 결혼을 받아들일 수 없었다. 또한 혼인협약에 따라 훗날 태어날 자식들 역시 권력의 중심부에서 밀려날 수 밖에 없었다. 이후에도 엔리케 4세는 프랑스 루이 11세의 동생인 베리 공작 샤를(1446~1472)과의 혼담을 추진하는등 다소 무리한 혼사를 계속 추진하였다.
엔리케 4세의 목적은 결혼을 통하여 이사벨이 카스티야를 떠나고 그와 함께 왕위계승권도 자연스럽게 상실하도록 만드는데 있었다. 이런 의도를 간파한 이사벨은 시칠리아와 사르데냐의 통치권을 가지고 있는 아라곤의 후안 2세와 비밀협상을 통해 페르난도 왕자와의 결혼을 추진하였다. 이 결혼에 대해 엔리케 4세가 반대할 것을 염려한 이사벨은 1469년 10월초 죽은 남동생 알폰소의 묘가 있는 아빌라에 다녀오겠다는 핑계로 왕궁을 빠져나온 후 바야돌리드로 도망쳤다. 아라곤의 페르난도(1452~1516) 왕자는 그의 측근들과 함께 상인과 하인으로 위장한 채 비밀리에 카스티야에 잠입하여 바야돌리드로 들어갔다. 두사람은 1469년 10월 19일 바야돌리드에서 결혼식을 올리고 부부가 되었다.
결혼 소식을 접한 엔리케 4세(1425~1474)는 격노했고 이사벨의 왕위계승권 박탈을 선언했다. 토로스 데 귀산도 협정에 따르면 이사벨은 엔리케 4세가 동의하지 않는 결혼은 하지 않겠다고 했는데 이 약속을 파기하였기 때문이다. 이 결혼은 카스티야와 아라곤 통일의 기초가 되었으며 레콩키스타를 완성하는 토대가 되었다.

## 통치

### 카스티야 왕위계승전

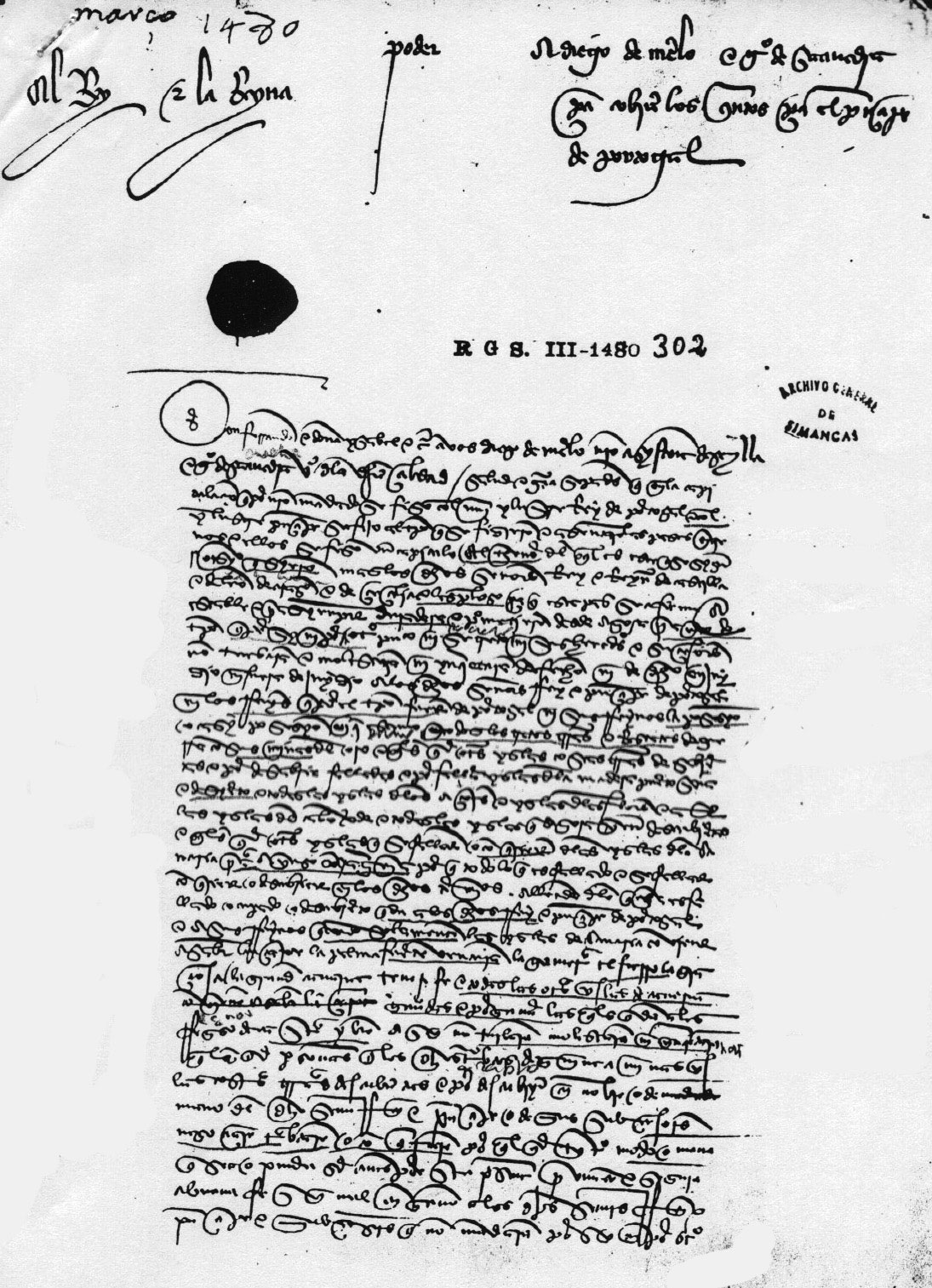
알카소바스 조약 1479년 9월 4일

1474년 12월, 카스티야의 엔리케 4세 사망 후, 엔리케 4세의 이복동생인 이사벨 1세와 엔리케 4의 딸 후아나(1462~1530) 사이에서 왕위계승 다툼이 벌어졌다. 분쟁이 벌어진 핵심 원인은 후아나가 선왕 엔리케 4세의 친딸이 아니라는게 분명하였기 때문이다. 엔리케 4세는 성불구자로서 당사자의 주장과는 달리 진짜 후아나의 생부는 초대 알부케르크 공작 벨트랑(1443~1492)이라고 알려져 있었다. 그러나 카스티야의 왕권을 탐한 포르투갈의 아폰수 5세는 후아나와 결혼한 후 후아나의 권리를 지킨다는 명분으로 1475년 5월, 카스티야를 침공해왔다.
1476년 3월, 남편 페르난도 2세와 함께 토로 전투에서 승리하며 승기를 잡는 듯했다. 그러나 포르투갈의 주앙 왕자가 지원군을 이끌고 와서 양쪽은 다시 대치하였고 지리한 공방전이 지속되었다. 육상과 더불어 해상에서 벌어진 전투에서는 카스티야가 계속 밀렸다. 전쟁이 3년간 지속되자 포르투갈과 알카소바스에서 만나 종전을 위한 협상을 시작하였다. 1479년에 알카소바스 조약을 체결하였는데, 분쟁 지역인 대서양에서 포르투갈에 유리한 조건을 제시하였다. 이를 통해서 카스티야의 왕위를 인정받으며 전쟁을 종결 지은 후 레콩키스타에 집중하였다.(자세한 조약 내용은 알카소바스 조약을 참조)

### 통합왕국의 탄생
1479년 시아버지 후안 2세가 죽자 남편이 페르난도 2세가 되어 아라곤의 왕위를 계승하였고 카스티야-아라곤 연합 왕국, 즉 스페인(에스파냐) 왕국이 탄생하였다. 그러나 이 당시 스페인은 아직 하나의 나라가 아니라 군주끼리 결혼한 상황이었기 때문에, 실질적으로는 이사벨과 페르난도 두 군주의 공동통치제 성향을 띠고 있었다. 정치(행정, 입법, 사법 등)적으로나 사회적으로 완전한 통합을 이룬 것은 아니었다. 그래서 카스티야와 아라곤은 아직도 제각기 두 군주의 통치를 받았다. 이는 훗날 이사벨이 죽은 후에 상속 문제가 일어나게 되는 원인이 되기도 한다. 이사벨은 자신은 왕비가 아니라 여왕이며, 페르난도보다 더 연상이라는 사실을 항상 잊지 않았다고 전해진다.

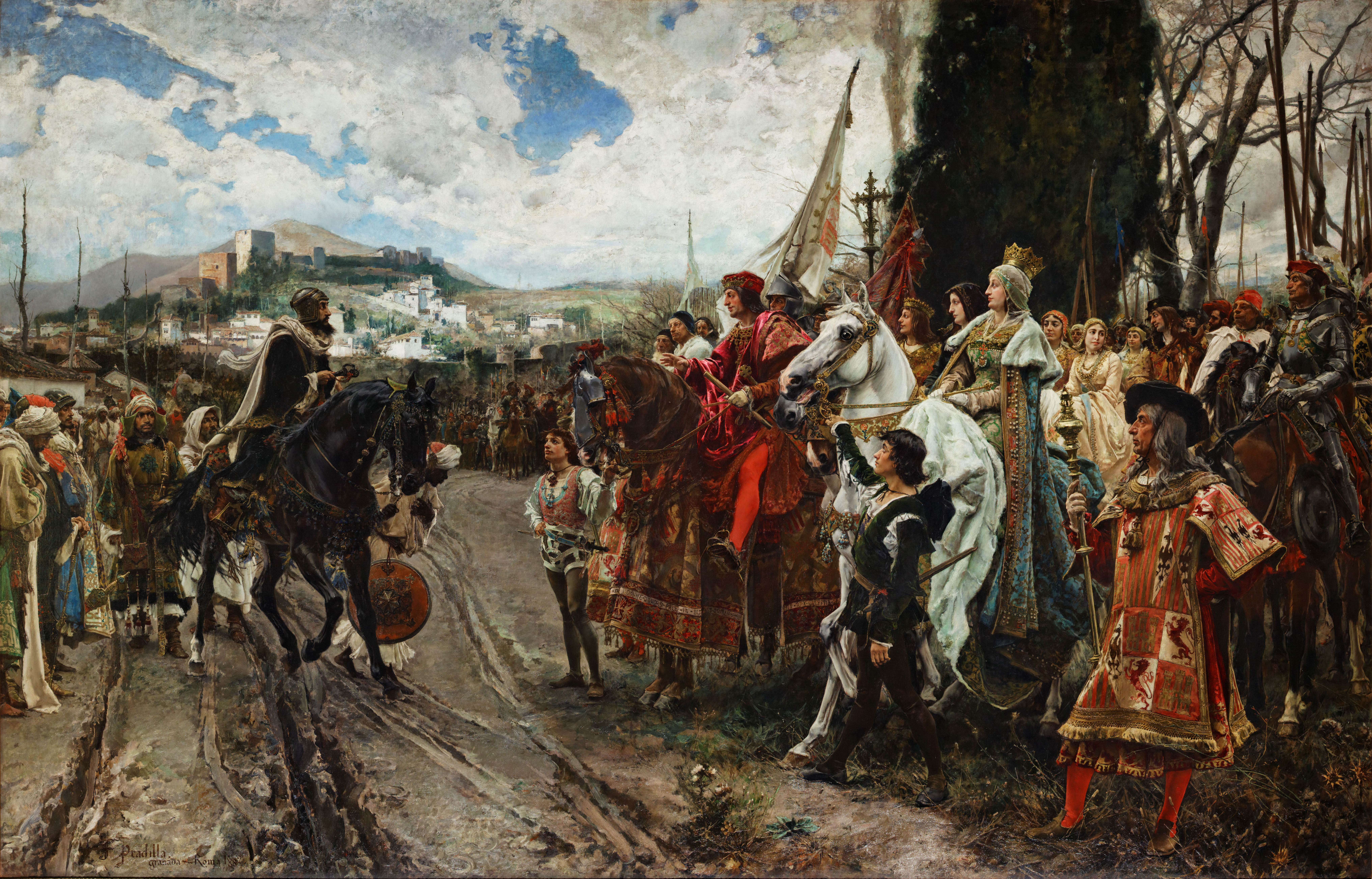
그라나다 함락: 백마에 탄 여인이 이사벨

### 레콩키스타 완성
1492년 1월, 이베리아반도 남부에 아직 남아있던 이슬람 국가인 그라나다 왕국을 제압, 마침내 800년에 걸친 레콩키스타를 마무리 지었다. 당시 무슬림과의 전쟁에 관심을 기울였던 이사벨은 전장을 누비는 남편을 위해 군자금과 물자 조달 등에 국력을 쏟아부었다고 한다. 그 위업 덕분에 1496년 교황 알렉산데르 6세로부터 칭송받은 두 사람은 가톨릭 공동왕(Los Reyes Católicos)이라는 칭호를 하사받게 된다. 이후 이사벨은 ‘가톨릭교도 이사벨’(Isabel la Católica)이라는 별명으로 불리게 된다.

### 콜럼버스 후원

콜럼버스의 항해경로

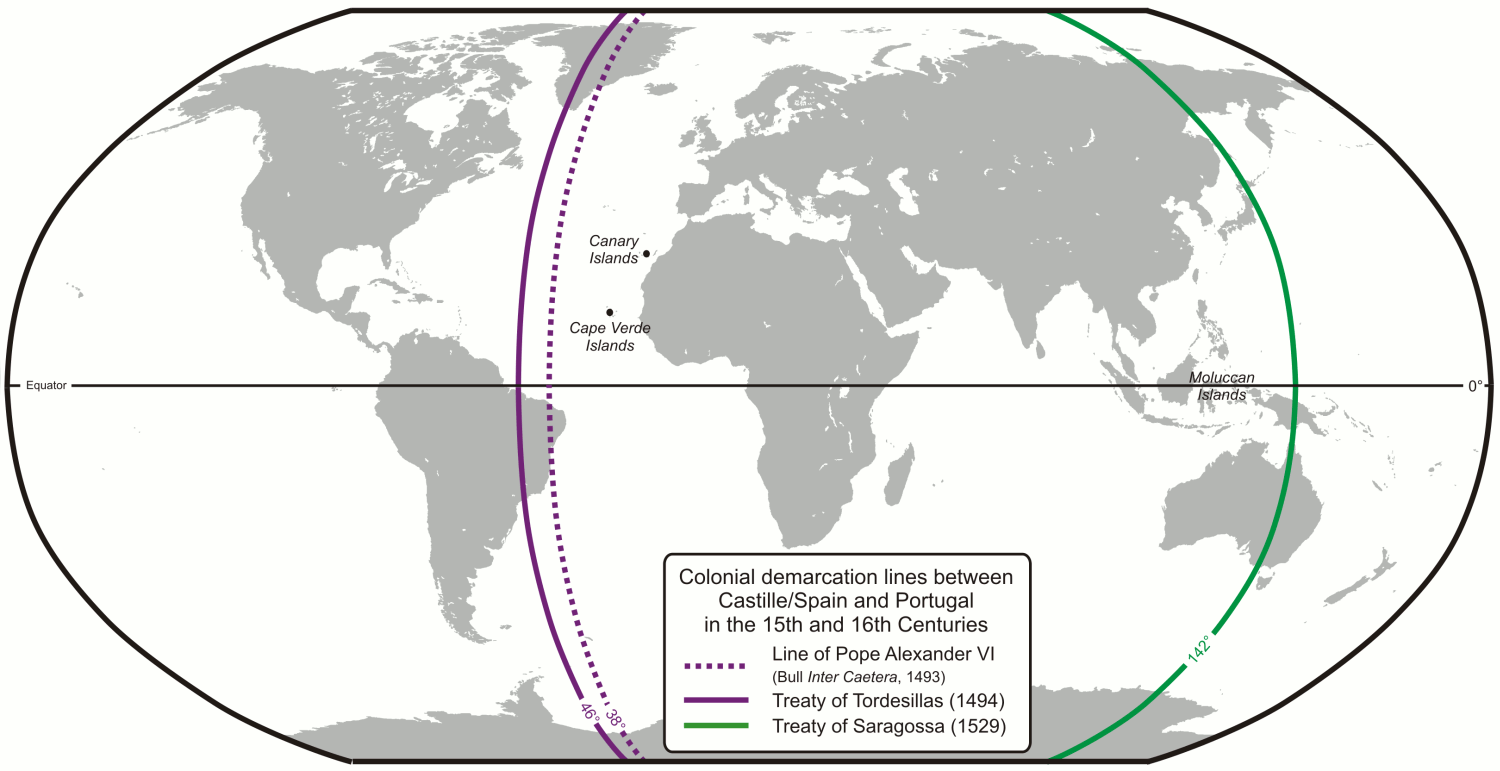
보라색 실선이 1494년에 토르데시야스 조약으로 맺어진 선이다.

이사벨 1세는 콜럼버스의 신항로 개척을 지원하였다. 그 덕분에 콜럼버스는 1492년 10월 12일에 새로운 대륙을 발견하였다. 그러나 콜럼버스가 귀국한후 스페인과 포르투갈은 영토분쟁에 휩싸인다. 분쟁은 1494년 토르데시야스 조약을 체결하며 원만하게 마무리가 되었다. 또한 콜럼버스의 신대륙발견으로 인해 훗날 스페인의 해외 식민지 개척시대가 도래하였다. 그러나 이사벨 1세의 살아생전에는 기대와 달리 경제적인 큰 실익은 없었다. 추가적으로 이루어진 3차례 항해에서 콜럼버스가 말한것처럼 많은 금이 발견되지 않았고 향신료도 가지고 오지 못했다. 콜럼버스가 원주민들에게 잔혹한 짓을 하거나 살육을 행하자 이를 심하게 문책하기도 했다.

### 알함브라 칙령
1492년 3월, 스페인에 거주중인 유대인들에 대해 강제개종 혹은 4개월 내에 떠날 것을 명령했다. 오랜 전쟁으로 부족한 국고를 채우고 공신들에게 줄 재물이 필요했기에 유대인 재산을 수탈하고자 했다. 재산을 자유롭게 처분하고 국외 반출까지 보장했으나 짧은 4개월 내에 처분은 사실상 불가능했다. 당시 스페인 인구가 약 1000만명이었는데 떠난 유대인은 17만 명(1.7%)이었지만, 이들의 다수는 상공업에 종사했고 금융·유통망을 장악하고 있었기에 추방 이후 스페인 경제가 침체하기 시작했다. 이때 상당수의 부유한 유대인들은 포르투갈 주앙 2세의 도움으로 포르투갈로 이주하였다.

### 혼인동맹
포르투갈과 원만한 관계유지를 위해 큰 딸 이사벨을 포르투갈의 마누엘 1세와 혼인시킨다. 그러나 혼인 전 포르투갈 내 유대인 추방을 제1조건으로 제시하였고 이로 인해 1506년 리스본 유대인 대학살이라는 큰 비극이 발생하기도 했다. 이때 약 7,000명의 유대인들이 희생당했다. 막내딸 캐서린/카탈리나를 잉글랜드의 왕위 계승자와 혼인시켜 양국 관계를 돈독하게 하였다. 왕세자 아서가 결혼 후 사망하는 불상사가 발생하기는 했으나 다시 헨리 8세와 재혼을 하게 되었다. 둘째 딸 후아나(광녀 후아나)는 합스부르크의 막시밀리안 1세의 아들 미남공 펠리페와 혼인시켰다. 이 결혼은 1494년 국력이 강해진 프랑스가 이탈리아를 침공하여 전쟁을 일으키자, 스페인과 신성로마제국 막시밀리안 1세가 프랑스를 견제하기 위해서 이루어졌다. 이 결혼을 통하여 훗날 16세기에 풍운아 카를 5세(1500~1558)가 탄생하게 되었다.

## 사망
1504년 11월 26일 메디나 델 캄포(Medina del Campo)에서 사망하였다.

## 가족관계

### 부계
- 증조할아버지:카스티야의 후안 1세
- 증조할머니:아라곤의 엘레오노르
- 할아버지:카스티야의 엔리케 3세
- 할머니:랭케스터의 캐서린, 제1대 랭커스터 공작 곤트의 존의 딸.
- 아버지:카스티야의 후안 2세

### 모계
- 외증조할아버지:주앙 1세
- 외증조할머니:랭커스터의 필리파, 제1대 랭커스터 공작 곤트의 존의 딸.
- 외할아버지: 포르투갈 왕자 인판타 주앙
- 외할머니:브라간사의 이사벨
- 어머니:포르투갈의 이사벨

### 남매 관계
- 오빠:카스티야의 엔리케 4세
- 동생:알폰소

### 남편과 자녀들
페르난도 2세와 1469년 10월 19일 혼인하여 모두 7명의 아이를 낳았으나 2명은 유산하였다. 5명이 장성하였는데 이중 장남이자 왕세자인 후안은 1497년에, 장녀 이사벨은 1498년에 각각 사망하였다.
1. 이사벨 (1470년–1498년) : 포르투갈 왕자 아폰수와 초혼을 했으나, 남편이 사망한 이후에 마누엘 1세와 재혼했다. 아들 미겔을 낳던 도중 사망했고, 포르투갈과 스페인 왕실의 왕자이던 미겔도 유아기에 사망했다.
2. 유산(아들) : 1475년 5월 31일 세브레로스에서 유산.
3. 후안 (1478–1497) : 오스트리아의 마르게리타 (신성 로마 제국의 황제 막시밀리안 1세의 딸)와 혼인했다. 그는 결핵으로 사망했고 마르가리타 사이에서 가진 아이도 유산되었다.
4. 후아나 1세 (1479년–1555년) - 펠리페 1세 (막시밀리안 1세의 아들)와 혼인하였으며 신성로마제국 황제 카를 5세의 어머니이다. 극심한 정신병으로 인해 50년 넘게 토르데시야스에서 감금된체 생활했다. 광녀 후아나로 유명하다.
5. 마리아 (1482년–1517년) : 그녀는 친언니 이사벨의 사망으로 홀아비가 된 포르투갈의 왕 마누엘 1세와 혼인하였으며, 주앙 3세와 추기경 왕 엔히크 1세의 어머니이다.
6. 유산(딸) : 마리아의 쌍둥이 자매. 1482년 7월 1일 새벽에 태어났다.
7. 캐서린(1485년–1536년) : 잉글랜드 헨리 7세의 아들이자 왕세자인 아서 튜더와 혼인을 했으나, 결혼 5개월만에 아서 왕자가 사망한 후에 그의 남동생인 헨리 8세(1491-1547)와 1509년에 재혼하였다. 헨리 8세와 사이에서 훗날 잉글랜드의 여왕이 되는 메리 1세 낳았다.

## 같이 보기
- 왕위 계승